# Galeria de frumuseți
Galeria de frumuseți (germană Schönheitengalerie) este o colecție de 36 de portrete ale celor mai frumoase femei din nobilimea germană și din clasa de mijloc, pictate între 1827 și 1850 (cele mai multe de Joseph Karl Stieler, numit pictor al curții bavareze în 1820).  
Ludwig I al Bavariei a păstrat colecția în pavilionul de sud al palatului Nymphenburg din München.
| Portret   | Nume                                 | Date        | Soț/ anul căsătoriei | Dimensiuni portret | Anul picturii |
| --------- | ------------------------------------ | ----------- | --- | ------------------ | ------------- |
| zentriert | Auguste Strobl                       | (1807–1871) | Anton Hilber, Förster (∞ 1831) | 72,5 x 59,2 cm     | 1827          |
|           | Maximiliane Borzaga                  | (1806–1837) | Joseph Krämer, doctor în Kreuth (∞ 1830) | 72 x 58 cm         | 1827          |
|           | Isabella von Trauffkirchen-Engelberg | (1808–1855) | Contele Hektor von Kwilecky auf Kwilcz (∞ 1830) | 72 x 59,8 cm       | 1828          |
|           | Amalie von Lerchenfeld               | (1808–1888) | Freiherr Alexander von Krüdener (∞ 1836-1852) Contele Nikolai Wladimirowitsch Adlerberg (∞ 1855)                                                                | 72,2 x 59 cm       | 1828          |
|           | Cornelia Vetterlein                  | (1811–1862) | Reichsfreiherr Franz Ludwig von Künsberg auf Haim-Schmeilsdorf (∞ 1843)                                                                                         | 72,5 x 59,2 cm     | 1828          |
|           | Charlotte von Hagn                   | (1809–1891) | Alexander von Oven, Gutsbesitzer (∞ 1848) | 73,2 x 59,5 cm     | 1828          |
|           | Nanette Kaula                        | (1812–1877) | Salomon Heine, banker (∞ 1838) | 72,2 x 59 cm       | 1829          |
|           | Anna Hillmayer                       | (1812–1847) | | 71,7 x 58,4 cm     | 1829          |
|           | Regina Daxenberger                   | (1811–1872) | Heinrich Fahrenbacher (∞ 1832) | 70 x 58,9 cm       | 1829          |
|           | Jane Elizabeth Digby                 | (1807–1881) | Edward Law, Conte de Ellenborough (∞ 1824-1830) Freiherr Karl von Veningen-Ulner (∞ 1834) Contele Spyridon Theotoky (∞ 1841) Scheich Medjuel el Mezrab (∞ 1854) | 72 x 58 cm         | 1831          |
|           | Marianna Marquesa Florenzi           | (1802–1870) | Ettore Marchese Florenzi Charles Waddington | 71,6 x 58,4 cm     | 1831          |
|           | Amalie von Schintling                | (1812–1831) | Fritz von Schintling (logodită, a murit înainte de nuntă) | 72 x 58,5 cm       | 1831          |
|           | Helene Sedlmayr                      | (1813–1898) | Kammerlakei Miller (din 1832) | 71,4 x 58,2 cm     | 1831          |
|           | Irene von Pallavicini                | (1811–1877) | Contele Alois Nikolaus von Arco auf Steppberg, mai târziu au divorțat                                                                                           | 72 x 58,2 cm       | 1834          |
|           | Caroline von Holnstein               | (1815–1859) | Contele Theodor von Holnstein aus Bayern (∞ 1831) Freiherr Wilhelm von Künsberg (∞ 1857)                                                                        | 71,5 x 58 cm       | 1834          |
|           | Jane Erskine                         | (1818–1846) | James Henry Callander (∞ 1837) | 72 x 57,9 cm       | 1837          |
|           | Theresa Spence                       | (1815–?)    | | 72 x 57,8 cm       | 1837          |
|           | Mathilde von Jordan                  | (1817–1856) | Freiherr Friedrich Ferdinand von Beust (∞ 1843) | 72 x 59 cm         | 1837          |
|           | Wilhelmine Sulzer                    | (1819–?)    | Karl Schneider (∞ 1838) | 72 x 59 cm         | 1838          |
|           | Luise von Neubeck                    | (1816–1872) | |                    | 1839          |
|           | Antonie Wallinger                    | (1823–1893) | Friedrich von Ott (∞ 1860) | 72,3 x 58,8 cm     | 1840          |
|           | Rosalie Julie von Bonar              | (1814–?)    | Freiherr Ernst von Bonar etc. | 72 x 58,2 cm       | 1840          |
|           | Sophie Friederike von Bayern         | (1805–1872) | Arhiducele Franz Karl al Austriei (∞ 1824) | 72 x 59 cm         | 1841          |
|           | Katharina Botsaris                   | (1820–1872) | Prințul Georg Karadja (∞ 1845) | 72,4 x 59 cm       | 1841          |
|           | Caroline Lizius                      | (1825–1908) | | 71 x 59,4 cm       | 1842          |
|           | Elise List                           | (1822–1893) | Gustav Pacher (∞ 1845) | 70,3 x 59,2 cm     | 1842          |
|           | Marie Friederike a Prusiei           | (1825–1889) | Prințul Moștenitor Maximilian al II-lea al Bavariei (∞ 1842) | 71,7 x 58 cm       | 1843          |
|           | Friederike von Gumppenberg           | (1823–1916) | Ludwig Freiherr von Gumppenberg (∞ 1857) | 70 x 59,4 cm       | 1843          |
|           | Caroline von Oettingen-Wallerstein   | (1824–1889) | Contele Hugo Philipp von Waldbott-Bassenheim (∞ 1843) | 71 x 59,5 cm       | 1843          |
|           | Emily Milbanke                       | (1822–1910) | Sir John Milbanke (∞ 1843) | 71 x 59 cm         | 1844          |
|           | Josepha Conti                        | (1823–1881) | Anton Conti (∞ 1840, curând a abandonat-o) | 71,5 x 58,5 cm     | 1844          |
|           | Alexandra Amalie de Bavaria          | (1826–1875) | | 70,5 x 59,2 cm     | 1845          |
|           | Auguste Ferdinande von Österreich    | (1825–1864) | Prințul Luitpold von Bayern (∞ 1844) | 70,2 x 59 cm       | 1845          |
|           | Lola Montez                          | (1821–1861) | Thomas James alți 3 | 72 x 58,6 cm       | 1847          |
|           | Maria Dietsch                        | (1835–1869) | Georg Sprecher (∞ 1865) | 73 x 59 cm         | 1850          |
|           | Anna Bartelmann                      | (1836–?)    | Emil von Greiner (von 1861-1865) |                    | 1861          |
|           | Carlotta von Breidbach-Bürresheim    | (1838–1920) | Contele Philipp Boos zu Waldeck (∞ 1863) |                    | vor 1863      |